# Ampèresches Kraftgesetz

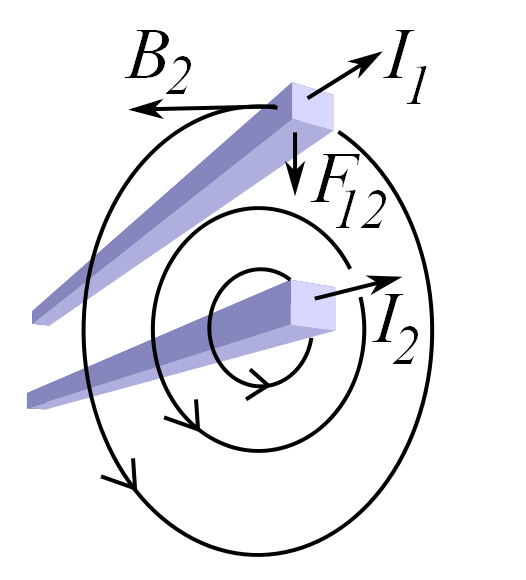
Der obere Draht mit Stromstärke I_{1} erfährt eine Lorentzkraft F_{12} aufgrund des Magnetfelds B_{2}, das der untere Draht erzeugt. (Der spiegelbildliche Sachverhalt für die Lorentzkraft auf den unteren Draht ist nicht eingezeichnet.)

Nach dem Biot-Savart-Gesetz existiert um einen stromdurchflossenen Leiter ein Magnetfeld und auf einen zweiten stromdurchflossenen Leiter bewirkt dies eine Lorentzkraft, also üben zwei stromdurchflossene Leiter eine Kraft aufeinander aus. Diese Beziehung wird in der Literatur auch als ampèresches Kraftgesetz bezeichnet – nicht zu verwechseln mit dem ampèreschen Gesetz (welches auch Durchflutungsgesetz genannt wird).

## Historische Entwicklung
Nachdem Hans Christian Oersted Anfang 1820 aufzeigte, dass ein stromdurchflossener Draht eine Kompassnadel beeinflusst, also ein Magnetfeld besitzt, und Jean-Baptiste Biot und Félix Savart noch im selben Jahr dazu die Beziehung zwischen Stromfluss und Magnetfeld (Biot-Savart-Gesetz) formulierten, entdeckte André-Marie Ampère im gleichen Jahr, dass zwischen parallelen Strömen eine Kraft auftritt. Er stellte sein Gesetz dazu 1826 in seinem Werk Théorie mathématique des phénomènes électro-dynamiques uniquement déduite de l'expérience in differentieller Form auf. Obwohl sich Ampères differentielle Fassung von der heute gebräuchlichen differentiellen Fassung durch Hermann Graßmann unterscheidet, geben beide die experimentellen Beobachtungen richtig wieder. Der Grund liegt darin, dass in der Realität immer geschlossene Stromkreise vorliegen, was in der integralen Fassung beider Formulierungen zum selben Ergebnis führt. Im Folgenden wird die heute gebräuchliche Formulierung nach Graßmann verwendet, obwohl die Formulierung nach Ampère den Vorzug hat, dass sie auch in ihrer differentiellen Form mit dem Wechselwirkungsgesetz verträglich ist, was für Graßmanns Formulierung nicht gilt. Letztere hat aber den Vorteil, dass sie sich heute leicht aus dem Biot-Savart-Gesetz und der Lorentzkraft herleiten lässt.

## Integralformel für zwei dünne Leiter
Verwendet man die differentielle Formulierung von Graßmann und integriert sie, ergibt sich für die Kraft {\displaystyle {\vec {F}}_{12}}, die vom stromdurchflossenen dünnen Leiter 2 auf den stromdurchflossenen dünnen Leiter 1 ausgeübt wird:
{\displaystyle {\vec {F}}_{12}={\frac {\mu _{0}}{4\pi }}I_{1}I_{2}\int _{L_{1}}\int _{L_{2}}{\frac {{\text{d}}{\vec {\ell }}_{1}\ \times \ ({\text{d}}{\vec {\ell }}_{2}\ \times \ {\vec {r}}_{21})}{r^{3}}}}
wobei
- {\displaystyle \mu _{0}} die magnetische Feldkonstante ist,
- {\displaystyle I_{1}} und {\displaystyle I_{2}} die Stromstärken in Leiter 1 bzw. 2 sind,
- {\displaystyle {\text{d}}{\vec {\ell }}_{1}} und {\displaystyle {\text{d}}{\vec {\ell }}_{2}} die (infinitesimal kleinen) vektoriellen Linienelemente am Ort {\displaystyle {\vec {r}}_{1}} bzw. {\displaystyle {\vec {r}}_{2}} (also {\displaystyle {\text{d}}{\vec {\ell }}_{i}={\text{d}}{\vec {r}}_{i}}) der beiden Leiter sind, über die im doppelten Linienintegral längs der Kurven {\displaystyle L_{1}} und {\displaystyle L_{2}} integriert wird,
- {\displaystyle {\vec {r}}_{21}={\vec {r}}_{1}-{\vec {r}}_{2}} der Vektor ist, der vom Ort des Linienelements des Leiters 2 zum Ort des Linienelements des Leiters 1 zeigt,
- {\displaystyle r=|{\vec {r}}_{21}|} der Abstand zwischen den beiden Linienelementen ist,
- {\displaystyle \times } das Zeichen für das Kreuzprodukt (Vektorprodukt) ist und
- die Stromstärken {\displaystyle I_{1}} bzw. {\displaystyle I_{2}} im Leiter 1 bzw. Leiter 2 konstant sind. Ihre Vorzeichen sind relativ zur Orientierung von {\displaystyle {\text{d}}{\vec {\ell }}_{1}} bzw. {\displaystyle {\text{d}}{\vec {\ell }}_{2}} zu betrachten; wenn also {\displaystyle I_{1}>0} ist, zeigt das Linienelement {\displaystyle {\text{d}}{\vec {\ell }}_{1}} immer in Richtung der technischen Stromrichtung, worauf bei der Parametrisierung der Kurven {\displaystyle {\vec {r}}_{i}(t)} geachtet werden muss.

Für die Kraft {\displaystyle {\vec {F}}_{21}}, die vom stromdurchflossenen dünnen Leiter 1 auf den stromdurchflossenen dünnen Leiter 2 ausgeübt wird, gilt nach dem Wechselwirkungsgesetz: {\displaystyle {\vec {F}}_{21}=-{\vec {F}}_{12}}
Voraussetzungen für die Gültigkeit der Formel:
- Die Drähte sind ungeladen.
- Die Stromstärke durch die Drähte ist konstant.
- Die Drähte sind (ideal) dünn[7] und bewegen sich nicht.

### Symmetrische Formulierung
Unter der Annahme, dass die Drähte zusätzlich geschlossen sind, kann man die Integralformel weiter vereinfachen. Man erhält eine symmetrischere Form, indem man den Integranden mit Hilfe der Graßmann-Identität umschreibt:{\displaystyle {\frac {d{\vec {l}}_{1}\times (d{\vec {l}}_{2}\times {\vec {r}}_{21})}{r^{3}}}=-(d{\vec {l}}_{1}\cdot d{\vec {l}}_{2}){\frac {{\vec {r}}_{21}}{r^{3}}}+d{\vec {l}}_{2}{\bigg (}{\frac {d{\vec {l}}_{1}\cdot {\vec {r}}_{21}}{r^{3}}}{\bigg )}}
Der zweite Term enthält eine totale Ableitung und trägt daher zum geschlossenen Linienintegral nicht bei.
{\displaystyle {\frac {d{\vec {l}}_{1}\cdot {\vec {r}}_{21}}{r^{3}}}=-d{\vec {l}}_{1}\cdot \nabla _{x_{1}}{\bigg (}{\frac {1}{r}}{\bigg )}}
Es ergibt sich für das Kraftgesetz:
{\displaystyle {\vec {F}}=-{\frac {\mu _{0}}{4\pi }}I_{1}I_{2}\int _{L_{1}}\int _{L_{2}}(d{\vec {l}}_{1}\cdot d{\vec {l}}_{2}){\frac {{\vec {r}}_{21}}{r^{3}}}}

## Differentielle Formulierungen
Differentielle Formulierung nach Graßmann:
{\displaystyle {\text{d}}^{2}{\vec {F}}_{12}^{(G)}={\frac {\mu _{0}}{4\pi }}I_{1}I_{2}{\frac {{\text{d}}{\vec {\ell }}_{1}\times ({\text{d}}{\vec {\ell }}_{2}\times {\vec {r}}_{21})}{r^{3}}}} 
Löst man das doppelte Kreuzprodukt mit der Graßmann-Identität auf, ergibt sich:
{\displaystyle {\text{d}}^{2}{\vec {F}}_{12}^{(G)}=-{\frac {\mu _{0}}{4\pi }}{\frac {I_{1}I_{2}}{r^{3}}}\left({\vec {r}}_{21}({\text{d}}{\vec {\ell }}_{1}\cdot {\text{d}}{\vec {\ell }}_{2})-{\text{d}}{\vec {\ell }}_{2}({\text{d}}{\vec {\ell }}_{1}\cdot {\vec {r}}_{21})\right)} 
Differentielle Formulierung nach Ampère:
{\displaystyle {\text{d}}^{2}{\vec {F}}_{12}^{(A)}=-{\frac {\mu _{0}}{4\pi }}{\frac {I_{1}I_{2}}{r^{3}}}{\vec {r}}_{21}\left(2{\text{d}}{\vec {\ell }}_{1}\cdot {\text{d}}{\vec {\ell }}_{2}-3{\frac {{\vec {r}}_{21}\cdot {\text{d}}{\vec {\ell }}_{1}}{r}}{\frac {{\vec {r}}_{21}\cdot {\text{d}}{\vec {\ell }}_{2}}{r}}\right)} 
wobei {\displaystyle \cdot } hier das Zeichen für das Skalarprodukt ist.
Nun gilt {\displaystyle {\text{d}}^{2}{\vec {F}}_{21}^{(A)}=-{\text{d}}^{2}{\vec {F}}_{12}^{(A)}}, denn {\displaystyle {\vec {r}}_{21}=-{\vec {r}}_{12}}, und der Ausdruck in der Klammer ist symmetrisch unter Vertauschung der Indizes. Das heißt, bereits die differentielle Form {\displaystyle {\text{d}}^{2}{\vec {F}}_{12}^{(A)}} ist mit dem Wechselwirkungsgesetz verträglich, wohingegen dies für {\displaystyle {\text{d}}^{2}{\vec {F}}_{12}^{(G)}} nicht gilt.

## Verknüpfung von Lorentzkraft und Biot-Savart
Für die Lorentzkraft auf den dünnen stromdurchflossenen Leiter 1 gilt:
{\displaystyle {\vec {F}}_{L}=I_{1}\int _{L_{1}}\left({\text{d}}{\vec {\ell }}_{1}\times {\vec {B}}_{2}({\vec {r}}_{1})\right)}, wobei {\displaystyle {\vec {B}}_{2}({\vec {r}}_{1})} das Magnetfeld des stromdurchflossenen Leiters 2 am Ort {\displaystyle {\vec {r}}_{1}} ist
Nach dem Gesetz von Biot-Savart gilt unter der Voraussetzung, dass Leiter 2 dünn ist:
{\displaystyle {\vec {B}}_{2}({\vec {r}}_{1})={\frac {\mu _{0}I_{2}}{4\pi }}\int _{L_{2}}{\frac {{\text{d}}{\vec {\ell }}_{2}\times {\vec {r}}_{21}}{r^{3}}}}
Setzt man {\displaystyle {\vec {B}}_{2}({\vec {r}}_{1})} in die obere Formel ein, ergibt sich:
{\displaystyle {\vec {F}}_{L}=I_{1}\int _{L_{1}}\left({\text{d}}{\vec {\ell }}_{1}\times \left({\frac {\mu _{0}I_{2}}{4\pi }}\int _{L_{2}}{\frac {{\text{d}}{\vec {\ell }}_{2}\times {\vec {r}}_{21}}{r^{3}}}\right)\right)}
Und nach Herausziehen des skalaren und konstanten Faktors {\displaystyle {\frac {\mu _{0}I_{2}}{4\pi }}} folgt also:
{\displaystyle {\vec {F}}_{L}={\frac {\mu _{0}I_{1}I_{2}}{4\pi }}\int _{L_{1}}\left({\text{d}}{\vec {\ell }}_{1}\times \int _{L_{2}}{\frac {{\text{d}}{\vec {\ell }}_{2}\times {\vec {r}}_{21}}{r^{3}}}\right)}
Da Integral und Kreuzprodukt lineare Operatoren sind, gilt damit (absolute Integrierbarkeit vorausgesetzt):
{\displaystyle {\vec {F}}_{L}={\frac {\mu _{0}I_{1}I_{2}}{4\pi }}\int _{L_{1}}\int _{L_{2}}{\frac {{\text{d}}{\vec {\ell }}_{1}\times ({\text{d}}{\vec {\ell }}_{2}\times {\vec {r}}_{21})}{r^{3}}}} 

## Spezialfall für parallele Leiter

Veranschaulichung der historischen Definition des Ampere (1948–2019)

Wenn die beiden Leiter gerade, dünn, parallel und unendlich lang sind, ergibt sich für den Betrag {\displaystyle F} der aufeinander wirkenden Kräfte {\displaystyle {\vec {F}}_{12}} bzw. {\displaystyle {\vec {F}}_{21}}:
{\displaystyle {\frac {F}{\ell }}={\frac {\mu _{0}}{2\pi }}\cdot {\frac {I_{1}\cdot I_{2}}{r}}.}
Dabei ist {\displaystyle {\frac {F}{\ell }}} die Kraft {\displaystyle F} bezogen auf ein Leiterstück der Länge {\displaystyle \ell }, {\displaystyle r} der Abstand der Leiter, und {\displaystyle I_{1}} bzw. {\displaystyle I_{2}} sind die Stromstärken in Leiter 1 bzw. 2. Bis 2019 war das Ampere so  definiert, dass bei Strömen I1 = I2 = 1 A und einem Leiterabstand r = 1 m die Kraft pro Leiterstück 2·10−7 N/m beträgt, also generell:
{\displaystyle {\frac {F}{\ell }}=2\cdot 10^{-7}{\frac {\text{N}}{{\text{A}}^{2}}}\cdot {\frac {I_{1}\cdot I_{2}}{r}}\,.}
Seit der Revision des SI gilt diese Beziehung nicht mehr exakt, aber in extrem guter Näherung.